# Портрет Джуліо Кловіо
«Портрет Джуліо Кловіо» (ісп. Retrato de Giulio Clovio) — портрет пензля Ель Греко, створений у Римі. Зберігається в Музеї Каподімонте, Неаполь.

## Джуліо Кловіо і Доменіко Теотокопулос
Ель Греко навчався в Венеції, де був деякий надлишок художників. Молодий і амбітний грек мріяв про славу й добробут, а для цього було потрібно розпочати самостійну кар'єру. Всіх вабив Рим, де було багато паломників, церков і вдосталь багатих замовників. Нова художня манера, засвоєна в Венеції, (далека від іконопису Візантії), робила неможливим повернення додому, на острів Крит. Тому Доменіко Теотокопулос їде в Рим.
Там швидко знайшовся прихильник його мистецтва і художньої манери, такої схожої на твори Тіціана (і Тінторетто). Тіціан був у Римі, тому його твори тут знали й шанували. А Тінторетто не виїжджав з Венеції і його світова слава лише починалася. Мати в Римі учня самого Тіціана здавалось доречним. Тому першим патроном Доменіко став Джуліо Кловіо, відомий у Римі художник-мініатюрист, художник рукописної книги. З листа Кловіо до кардинала Олессандро Фарнезе дослідники й дізнались про важливі подробиці ранішнього періоду життя Теотокопулоса в Італії. Восени 1570 року Кловіо писав: «У Рим щойно прибув молодий уродженець Кандії, учень Тіціана, який, на мою думку, є одним з найкращих майстрів живопису. Серед інших, він створив автопортрет, що вразив усіх художників Риму». Рекомендація була найкраща. Молодий грек швидко увійшов у коло художників Риму й майже одразу опинився серед освічених меценатів. Через 2 роки, аби мати право на фахову діяльність художника, він записався в академію Святого Луки, цех римських художників. Перепонів для праці тепер не було. Почався його римський період життя і творчості. На подяку Кловіо за підтримку він і пише його портрет. Найімовірніше, це сталося 1572 року, коли він став членом академії Св. Луки.

## Портрет Джуліо Кловіо
Старий художник, що давно перебрався в Рим, сидить біля умовного вікна без скла. Чорний одяг мало відрізняє його постать від темної стіни. Зате добре вимальоване обличчя з усіма його індивідуальними рисами, зморшками і сивим волоссям. У руках Кловіо книга, мініатюри до якої той зробив. Вона вважалася шедевром, хоча вже набули міці друкарні і доля рукописних книжок закінчувалась. (Книга, прикрашена світлинами Кловіо, дійшла до 21 століття і її придбали у США).
Римська школа живопису і її прихильники не схвалювали венеційської манери працювати плямою без різких контурів і відбитку чіткого малюнка у творі. Тому і Доменіко Теотокопулос відійшов в портреті від венеційської манери і робить все надзвичайно точно, різкувато. Лише в гірському пейзажі за вікном він експресивний і темпераментний, особливо у відтворенні дощового, похмурого неба, яке покохав і яке майстерно відтворюватиме все життя.